# Robert Henri
Robert Henri (født 24. juni 1865 i Cincinatti, død 12. juli 1929) var en amerikansk maler.
Henri uddannede sig i Paris i perioden 1888–1891, hvor han blev påvirket af den europæiske realistiske tradition, særskilt af Édouard Manet. Da han kom tilbage til hjembyen Philadelphia, var han overbevist om, at det var således kunstnerne burde male. Han havde et nært samarbejde med avistegnerne George Luks, Everett Shinn, John Sloan og William Glackens, og tilsammen udgjorde de kernen i kunstnersammenslutningen The Eight, og senere i Ashcan School.
Et af Henris hovedværker er West 57th Street, New York (1902, University Art Gallery, Yale). Han var også en dygtig portrætmaler. Han spillede en betydelig rolle som organisator og lærer ved modernismens gennembrud i USA.

## Galleri
| - Snow in New York (1902) - Salome (1909), John and Mable Ringling Museum of Art, Sarasota, Florida - Mary Agnes, one of the children of Dooagh (1924) - The Blue Kimono, 1909 - New Orleans Museum of Art - The Dancer, 1910 - Figure in Motion, 1913 - Mildred Clarke von Kienbusch, 1914, Princeton University Art Museum - Tam Gan, 1914. Albright-Knox Art Gallery - The Beach Hat, 1914, oil on canvas, The Detroit Institute of Arts - "Edna Smith in a Japanese Wrap", 1915, Indianapolis Museum of Art - Gertrude Vanderbilt Whitney, 1916, Whitney Museum of American Art - Portrait of Fay Bainter, 1918 - Mata Moana, 1920 |